# Сит (притока Волге)
Сит (рус. Сить) река је која протиче преко територија Тверске и Јарославске области на северозападу европског дела Руске Федерације. Лева је притока реке Волге, у коју се улива на подручју вештачког Рибинског језера и део басена Каспијског језера.

## Физичко-географске карактеристике
Извире на обронцима моренског Бежечког врха, код села Сабурово на подручју Сонковског рејона Тверске области, тече у смеру северозапада и након 159 km тока улива се у вештачко Рибинско језеро на реци Волги. На ушћу се налази село Брејтово, седиште истоименог рејона Јарославске области. Пре градње Рибинске акумулације уливала се у притоку Волге, реку Мологу. Укупна површина сливног подручја ове реке је 1.900 km². Просечан проток у зони ушћа је око 13,4 m³/s. Под ледом је од половине новембра до априла. 
Њене најважније притоке су Болотеја (50 km) и Верекса (54 km). 
Ширина корита у горњим деловима тока варира од 5 до 10 метара, у средњем делу тока око 30–40 м, док је при ушћу ширина корита и до 500 метара. 